# Корректирующее изнасилование
Корректирующее изнасилование (англ. corrective rape) — изнасилование, совершаемое в связи с предполагаемой сексуальной ориентацией или гендерной идентичностью жертвы. Цель корректирующего изнасилования, с точки зрения преступника, в том, чтобы «исправить» ориентацию жертвы, сделать её гетеросексуальной или заставить её вести себя в соответствии с гендерными стереотипами. Корректирующее изнасилование — это преступление на почве ненависти. Для таких изнасилований характерна особая жестокость, они часто носят групповой характер и бывают сопряжены с нанесением жертве тяжких увечий или её убийством.
Термин появился в ЮАР после широкой огласки изнасилований Эуди Симелане и Золисвы Нконьяны.
Корректирующие изнасилования широко распространены во многих странах мира, но до сих пор недостаточно документируются и не учитываются даже в законах тех стран, которые предоставляют юридическую защиту ЛГБТ.

## Определение
Корректирующее изнасилование — это изнасилование человека, который нарушает социальные нормы в отношении сексуальности и гендерных ролей. Часто это изнасилование лесбиянки мужчиной или гея женщиной с целью наказания за «ненормальное» поведение и укрепления социальных норм. Некоторые исследователи определяют корректирующее изнасилование как «жестокое проявление гетеронормативности». Этот тип преступлений был впервые зафиксирован в ЮАР, где корректирующие изнасилования иногда происходят под контролем родственников насилуемой женщины или местных старейшин и являются одной из главных причин заражения ВИЧ среди южно-африканских лесбиянок. Корректирующее изнасилование и сопровождающее его насилие может приводить к физическим и психологическим травмам, увечьям, заболеваниям, передающимся половым путём, нежелательной беременности, а также быть причиной суицида.

## Причины
По данным исследования 2000 года, к факторам, способствующим совершению корректирующих изнасилований, относится нахождение в изолированном населённом пункте, атмосфера поддержки преступлений на почве ненависти в обществе и неготовность полиции и представителей судебной системы защищать права ЛГБТ.

## Распространение
Случаи корректирующих изнасилований зафиксированы во многих странах — в частности, в США, Великобритании, Таиланде, Зимбабве, Эквадоре и ЮАР.
На территории бывшего СССР известны случаи корректирующих изнасилований в Кыргызстане. В этой республике, как и в ЮАР, они
иногда инициируются и санкционируются родственниками жертвы.

### ЮАР
Наиболее широкую огласку получило распространение подобных изнасилований в Южной Африке, где на текущий момент также известно наибольшее количество случаев изнасилований, «корректирующий» характер которых был задокументирован. Многие, особенно среди чернокожего населения, уверены, что подобное «лечебное» изнасилование делает лесбиянок гетеросексуальными. Правительство страны обвиняют в том, что оно потакает этой практике, боясь показаться «недостаточно мужественным».
Большой резонанс вызвал один из таких случаев, когда Эуди Симелане, игрок национальной женской сборной ЮАР по футболу и ЛГБТ-активистка, была изнасилована группой лиц и с особой жестокостью убита.
Некоторые психологи, в частности южноафриканский психолог Керри Фрицелле (Kerry Frizelle), причисляют «корректирующее изнасилование» к преступлениям на почве ненависти, так как жертвы подвергаются изнасилованию в связи с их гендерной идентичностью и сексуальной ориентацией. Аналогичную позицию занимает верховный комиссар ООН по правам человека Нави Пиллей, отмечающая, что жертвы таких изнасилований выбираются преступниками по признаку гендера и сексуальной ориентации и что эти преступления напрямую связаны с сочетанием глубоко укоренившихся сексизма, доходящего зачастую до мизогинии, и гомофобии.
ЛГБТ-активисты и правозащитники давно оказывают давление на власти ЮАР с тем, чтобы те признали существование проблемы «корректирующих изнасилований». В мае 2011 года, наконец, Министерство юстиции ЮАР создало целевую группу, задание которой — обратиться к проблеме и найти способы её решения.
17 июня 2011 года Совет ООН по правам человека принял Резолюцию о защите прав гомосексуалов, инициатором которой выступила ЮАР. В резолюции выражается серьёзная озабоченность по поводу актов насилия и дискриминации во всех регионах мира, совершаемых в отношении лиц по причине их сексуальной ориентации. После принятия Резолюции верховный комиссар ООН по правам человека Нави Пиллей выступила с обращением, посвящённым проблеме насилия в отношении гомосексуалов с особым акцентом на случаях корректирующего изнасилования. Она отметила, что такие инциденты известны не только в ЮАР, но также в Уганде, Зимбабве и на Ямайке, а с недавнего времени (причём также отличающиеся крайней жестокостью преступников по отношению к жертве) — и в США, Великобритании, Бразилии и Гондурасе, отметив также, что, несмотря на отсутствие в большинстве государств практики выделения «корректирующих» изнасилований из числа прочих, подобные случаи в действительности имеют широкое распространение во всех частях света, и призвала все государства обеспечить равные права сексуальных меньшинств и их защиту от насилия и дискриминации.